# Internationales Büro für Maß und Gewicht

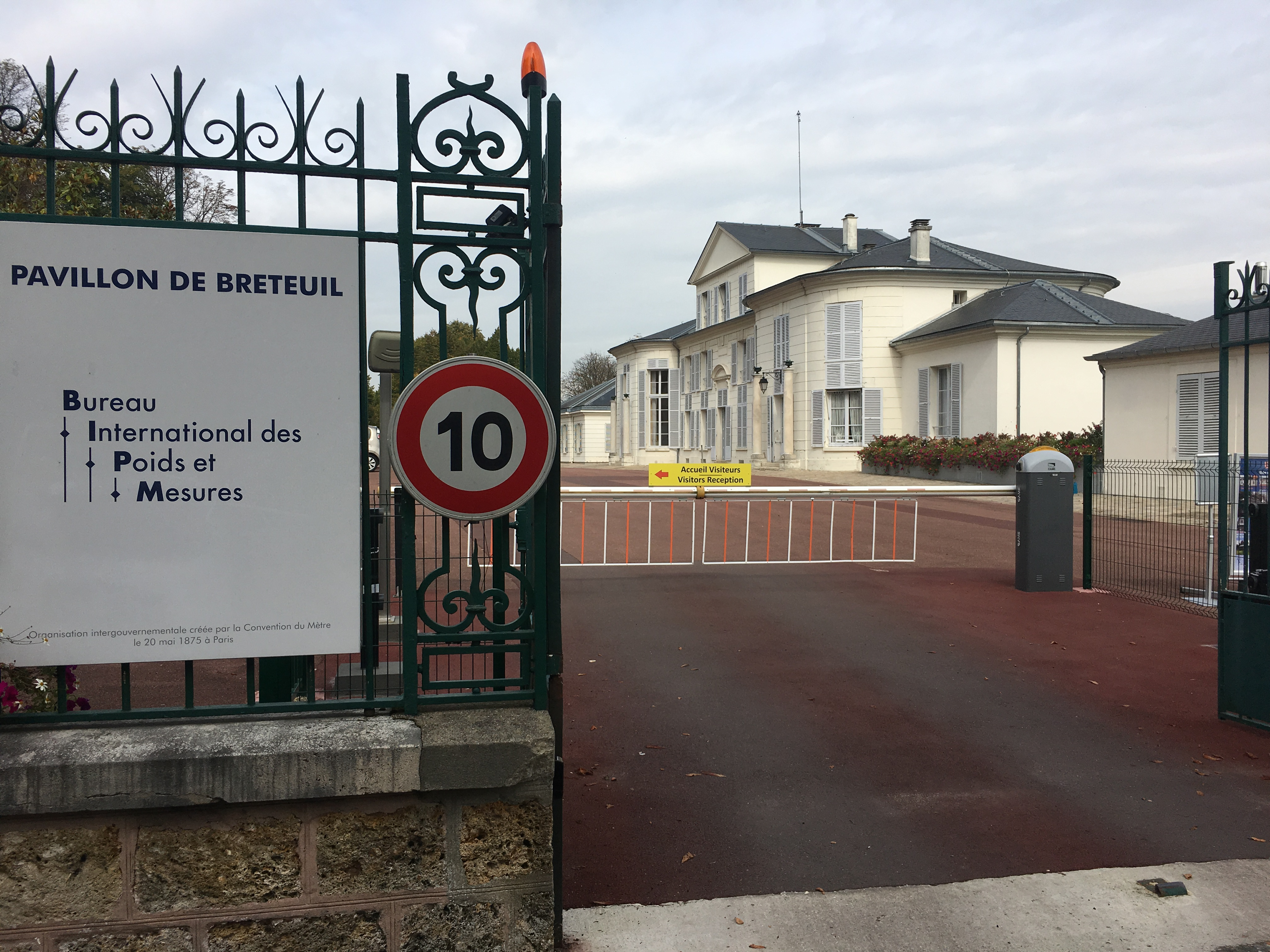
Gebäude des BIPM in Saint-Cloud, Frankreich

Historisches Siegel des BIPM

Internationales Büro für Maß und Gewicht (IBMG) ist der deutsche Name des Bureau International des Poids et Mesures (BIPM). Das BIPM ist eine Internationale Organisation mit der Aufgabe, ein weltweit einheitliches und eindeutiges System von Maßen auf Basis des Internationalen Einheitensystems zur Verfügung zu stellen.

## Übersicht
Das BIPM wurde zusammen mit dem Abschluss der Meterkonvention am 20. Mai 1875 gegründet und ist damit die älteste internationale wissenschaftliche Einrichtung. Es hat seinen Sitz im Pavillon de Breteuil in Sèvres, einem Vorort von Paris, und  arbeitet unter der Aufsicht des „Internationalen Komitees für Maß und Gewicht“ (CIPM). Alle vier Jahre findet die Generalkonferenz für Maß und Gewicht (CGPM) statt, bei der die zentralen Angelegenheiten des BIPM entschieden werden.
Bei der Gründung des BIPM beschränkten sich dessen Aufgabe auf die Metrologie von Länge und Masse. So war das BIPM für die Aufbewahrung der Referenzkörper zuständig, des bis 2019 als Kilogrammnormal (Urkilogramm) verwendeten Platin-Iridium-Zylinders und des bis 1960 als Meternormal (Urmeter) verwendeten Platin-Iridium-Stabes, und koordinierte den Abgleich mit den sekundären Einheitennormalen verschiedener metrologischer Staatsinstitute („National Metrological Institute“; kurz: NMI). Im Laufe der Jahre erweiterten sich die Aktivitäten auf Elektromagnetismus (1927), Photometrie und Radiometrie (1937), ionisierende Strahlung (1960), die weltweit gültigen Zeitskalen (1960) und Chemie (2000).

## Internationales Komitee
Das Internationale Komitee für Maß und Gewicht (französisch „Comité International des Poids et Mesures“; kurz: CIPM) setzt sich aus 18 Personen aus verschiedenen der Meterkonvention beigetretenen Ländern zusammen. Das CIPM tagt jährlich am BIPM.

## Generalkonferenz
Die internationale Generalkonferenz für Maß und Gewicht (vom französischen: „Conférence Générale des Poids et Mesures“; kurz: CGPM) ist das höchste Organ der Meterkonvention. Sie findet in der Regel im Abstand von vier Jahren statt, ihr gehören Delegierte aller Unterzeichnerstaaten an. Die erste Tagung fand im Jahre 1889 statt. 
Auf der 11. Konferenz im Jahr 1960 wurde das internationale Einheitensystem (SI) eingeführt, auf der 26. Konferenz im Jahr 2018 wurde eine grundlegende Revision des SI beschlossen.
Im Rahmen des 150. Jubiläums der Meterkonvention im Jahr 2025 soll im Hinblick auf die 28. Konferenz im Jahr 2026 auf breiter Basis eine neue Vision für die BIPM erarbeitet werden.

## Mitgliedsstaaten und assoziierte Mitglieder
→ siehe: Meterkonvention#Mitgliedsstaaten